# 50 карбованців «500-річчя Російської держави (Церква Архангела Гавриїла)»
500-річчя Російської держави (Церква Архангела Гавриїла) (рос. 500-летие Российского государства (Церковь Архангела Гавриила)) — золота ювілейна монета СРСР вартістю 50 карбованців, випущена 5 вересня 1990 року. 

## Тематика
Меншикова вежа, Церква Архангела Гавриїла на Чистих ставках в Москві — православний храм на честь Архангела Гавриїла; пам'ятник бароко в Басманному районі (Архангельський провулок, 15а).
Церква була спочатку побудована в 1707 році на замовлення Олександра Меншикова. Авторами проекту в сучасних виданнях називають Івана Зарудного, передбачають участь Доменіко Трезіні, групи італійських і швейцарських майстрів з кантонів Тічино і Фрібур і російських каменотесів з Костроми і Ярославля. Найперша з будівель петровського бароко в Москві, Меншикова вежа була істотно змінена в 1770-х. Церква функціонувала тільки влітку, взимку служби проводилися неподалік, в церкви Феодора Стратилата, побудованої в 1782-1806 роках. Церква Святого Феодора Стратилата також мала дзвони. Незважаючи на свою висоту, Меншикова вежа дзвонів не мала.

## Історія
Починаючи з 1988 року, в СРСР проводилося карбування ювілейних і пам'ятних золотих монет номіналом 50 карбованців, присвячених різним подіям. Ці монети в обіг не надходили і йшли в основному на експорт. Ювілейні та пам'ятні монети приймалися в будь-якому магазині за номінальною вартістю.
У 1989—1991 роках було випущено серію монет «500-річчя Російської держави» з якістю пруф — 6 срібних монет номіналом у 3 карбованці, 3 паладієвих монет номіналом 25 карбованців, 3 монети номіналом 50 карбованців і 3 монети номіналом 100 карбованців у золоті, а також 3 монети номіналом 150 карбованців у платині. Монети було присвячено історичним подіям, регаліям, пам'ятникам, культурним і політичним діячам, тісно пов'язаних з історією Росії.

Монети карбувалися на Московському монетному дворі (ММД).

## Опис та характеристики монети
| Номінал крб. | Метал  | Проба | Маса (гр) | Діаметр (мм) | Товщина (мм) | Гурт                    | Тираж штук    |
| ------------ | ------ | ----- | --------- | ------------ | ------------ | ----------------------- | ------------- |
| 50           | золото | 900   | 8.75      | 22,6         | 1.7          | рубчастий (200 рифлень) | 25,000 (пруф) |

### Аверс
Зверху герб СРСР з 15 витками стрічки, під ним літери «СССР», нижче ліворуч і праворуч риса, під рискою зліва хімічне позначення «Au» і проба «900» металу з якого зроблена монета, під ними чиста вага дорогоцінного металу «7,78», під рискою праворуч монограма монетного двору «ММД», нижче позначення номіналу монети цифра «50» і нижче слово «РУБЛЕЙ», знизу у канта рік випуску монети «1990».

### Реверс
Ліворуч, зверху і праворуч уздовж канта монети слова «500-ЛЕТИЕ ЕДИНОГО РУССКОГО ГОСУДАРСТВА», в середині храм Архангела Гавриїла в Москві, ліворуч рік побудови храму «1707 г.», праворуч іконописне зображення архангела, знизу уздовж канта слова розділені кутом храму зліва «ЦЕРКОВЬ», праворуч «АРХАНГЕЛА ГАВРИИЛА».

### Гурт
Рубчастий (200 рифлень).

## Автори
- Художник: А. А. Колодкін
- Скульптор: В. М. Нікіщенко